# Tylerius spinosissimus
El Tylerius spinosissimus  es una especie de pez actinopeterigio marino, la única del género monotípico Tylerius de la familia de los tetraodóntidos.

## Morfología
Con el cuerpo típico de los peces globo, capaces de inflar su abdomen cuando se les perturba, con abundantes espinas pequeñas en la piel, aunque no presenta espinas en las aletas, con 8 a 9 radios blandos en la aleta dorsal y 6 a 7 en la aleta anal, con margen posterior de la aleta caudal de color negro y manchas negras en el vientre. La longitud máxima descrita fue de un macho de 12 cm.

## Distribución y hábitat
Se distribuye por costas del océano Índico desde Sudáfrica hasta el noroeste de Australia, hacia el norte hasta el mar de China Meridional (océano Pacífico), por el sudeste del océano Atlántico en la costa de Sudáfrica, así como mediante migración lessepsiana presente en el mar Mediterráneo.
Es una especie marina de aguas profundas, de comportamiento batidemersal que se encuentra a profundidades que van desde los 250 a los 435 metros. Se encuentra sobre fondos arenosos y fangosos, donde se alimenta de moluscos y crustáceos.